# Ringo 2012
Ringo 2012 é o décimo sexto álbum de estúdio de Ringo Starr. Foi lançado em 31 de janeiro de 2012 nos Estados Unidos e em 30 de janeiro de 2012 nos demais países. Foi lançado nos formatos CD, download digital e disco de vinil pela Hip-O Records/UMe.
Das nove faixas, duas são covers, "Think It Over" e "Rock Island Line", e duas são novas versões de suas próprias canções, "Wings" e "Step Lightly".

## Faixas
| N.º | Título             | Compositor(es)                | Duração |  |
| 1.  | "Anthem"           | Richard Starkey, Glen Ballard | 5:01    |  |
| 2.  | "Wings"            | Starkey, Vini Poncia          | 3:31    |  |
| 3.  | "Think It Over"    | Buddy Holly, Norman Perry     | 1:48    |  |
| 4.  | "Samba"            | Starkey, Van Dyke Parks       | 2:48    |  |
| 5.  | "Rock Island Line" | (Arranjos por Starkey)        | 2:59    |  |
| 6.  | "Step Lightly"     | Starkey                       | 2:44    |  |
| 7.  | "Wonderful"        | Starkey, Gary Nicholson       | 3:47    |  |
| 8.  | "In Liverpool"     | Starkey, Dave Stewart         | 3:19    |  |
| 9.  | "Slow Down"        | Starkey, Joe Walsh            | 2:57    |  |

## Ficha técnica
De acordo com o encarte.
| Músicos - Ringo Starr – bateria, percussão, vocal, teclado, vocal de apoio, guitarra - Steve Dudas – guitarra, baixo - Bruce Sugar – teclado, piano, corneta, arranjos, órgão, sintetizador - Amy Keys – vocal de apoio - Kelly Moneymaker – vocal de apoio - Joe Walsh – guitarra - Benmont Tench – órgão - Charlie Haden – baixo - Richard Page – vocal de apoio - Van Dyke Parks – teclado, acordeão, cordas - Matt Cartsonis – mandolin - Don Was – baixo - Kenny Wayne Shepherd – guitarra - Edgar Winter – saxofone, órgão - David A. Stewart – guitarra, teclado - Michael Bradford – baixo - Ann Marie Calhoun – violino | Produção - Ringo Starr – produtor - Bruce Sugar – gravação - Ned Douglas – assistente de gravação - Ringo Starr, Bruce Sugar – mixagem - Chris Bellman – engenharia - Barry Korkin – coordenação da UMe A&R - Christine Telleck – gerente de produção - David Tashman – legal - Adam Starr – gerente de produtos - Vartan – direção de arte - Rob Shanahan – fotos - Mike Fink, Philip Manning, Meire Murakami – design |